# Старицька сільська рада (Вовчанський район)
Ста́рицька сільська́ ра́да — адміністративно-територіальна одиниця та орган місцевого самоврядування в Вовчанському районі Харківської області. Адміністративний центр — село Стариця.

## Загальні відомості
- Старицька сільська рада утворена в 1917 році.
- Територія ради: 95,094 км²
- Населення ради: 673 особи (станом на 2001 рік)
- Територією ради протікає річка Сіверський Донець.

## Населені пункти
Сільській раді підпорядковані населені пункти:
- с. Стариця
- с. Ізбицьке

## Склад ради
Рада складається з 12 депутатів та голови.
- Голова ради: Морозова Наталя Іванівна

### Керівний склад попередніх скликань
| Прізвище, ім'я, по батькові | Основні відомості                                                         | Дата обрання | Дата звільнення |
| --------------------------- | ------------------------------------------------------------------------- | ------------ | --------------- |
| Казенний Анатолій Павлович  | Сільський голова, 1955 року народження, освіта вища, безпартійний         | 26.03.2006   | 31.10.2010      |
| Казенний Анатолій Павлович  | Сільський голова, 1955 року народження, освіта вища, член Партії регіонів | 31.10.2010   | 2015            |

Примітка: таблиця складена за даними сайту Верховної Ради України

### Депутати
За результатами місцевих виборів 2010 року депутатами ради стали:

#### За суб'єктами висування
| Суб'єкт висування            | Кількість обраних депутатів | %    |
| ---------------------------- | --------------------------- | ---- |
| Партія регіонів              | 7                           | 58,3 |
| Комуністична партія України  | 4                           | 33,3 |
| Соціалістична партія України | 1                           | 8,3  |

#### За округами
| № округу                     | Прізвище, ім'я, по батькові       | Дата визнання обраним | Освіта             | Партійна приналежність | Відомості про обраного депутата            |
| ---------------------------- | --------------------------------- | --------------------- | ------------------ | ---------------------- | ------------------------------------------ |
| Комуністична партія України  |                                   |                       |                    |                        |                                            |
| 2                            | Аверін Юрій Іванович              | 03.11.2010            | середня            | позапартійний          | Вовчанський район електро мереж, контролер |
| 9                            | Тарасенко Антоніна Іванівна       | 03.11.2010            | середня            | позапартійна           | тимчасово не працює                        |
| 10                           | Гомечко Олена Іванівна            | 03.11.2010            | середня            | позапартійна           | Старицький ФП, фельдшер                    |
| 12                           | Бурчаков Віктор Михайлович        | 03.11.2010            | середня            | позапартійний          | Старицькі відділення зівязку, листоноша    |
| Партія регіонів              |                                   |                       |                    |                        |                                            |
| 1                            | Пелипець Любов Борисівна          | 03.11.2010            | середня            | член Партії регіонів   | пенсіонер                                  |
| 3                            | Даньшина Тетяна Сергіївна         | 03.11.2010            | середня спеціальна | позапартійна           | Старицькі сільська рада, секретар          |
| 4                            | Сироватський Анатолій Миколайович | 07.11.2010            | середня спеціальна | позапартійний          | пенсіонер                                  |
| 5                            | Ожоганич Лариса Іванівна          | 03.11.2010            | середня            | член Партії регіонів   | Старицькі бібліотека, завідувач            |
| 7                            | Казенна Валентина Петрівна        | 03.11.2010            | вища               | член Партії регіонів   | пенсіонер                                  |
| 8                            | Сидорець Ольга Миколаївна         | 03.11.2010            | середня            | член Партії регіонів   | пенсіонер                                  |
| 11                           | Морозова Наталія Іванівна         | 03.11.2010            | вища               | позапартійна           | Вовчанський держлісгосп, бухгалтер         |
| Соціалістична партія України |                                   |                       |                    |                        |                                            |
| 6                            | Колеснікова Валентина Василівна   | 03.11.2010            | вища               | позапартійна           | Старицька загальноосвітня школа, вчитель   |